# Tableau des médailles aux Jeux sud-américains par nation
Cet article présente un décompte des médailles des différentes nations aux Jeux sud-américains depuis 1978. Le Comité international olympique (CIO) ne publie pas explicitement ce classement, mais publie des classements pour chaque Jeux.

## À propos de ce tableau
Ce tableau est trié par défaut alphabétiquement. Cependant, on peut classer les différents nations selon le nombre de médailles d'or, d'argent, de bronze ou leur total en cliquant sur les cases en haut des colonnes.
La délégation argentine est le leader de ce classement, ayant terminé en tête des six premières éditions des Jeux et de ceux de 2006.
| Nation                 | Or   | Argent | Bronze | Total |
| ---------------------- | ---- | ------ | ------ | ----- |
| Antilles néerlandaises | 7    | 7      | 17     | 31    |
| Argentine              | 796  | 644    | 604    | 2044  |
| Aruba                  | 0    | 3      | 9      | 12    |
| Brésil                 | 540  | 475    | 416    | 1431  |
| Bolivie                | 31   | 69     | 137    | 237   |
| Chili                  | 289  | 369    | 426    | 1084  |
| Colombie               | 356  | 300    | 270    | 926   |
| Équateur               | 149  | 205    | 284    | 638   |
| Guyana                 | 2    | 3      | 9      | 14    |
| Panama                 | 7    | 11     | 16     | 34    |
| Paraguay               | 10   | 29     | 45     | 84    |
| Pérou                  | 159  | 229    | 304    | 692   |
| Suriname               | 6    | 3      | 7      | 16    |
| Uruguay                | 60   | 101    | 124    | 285   |
| Venezuela              | 443  | 370    | 381    | 1194  |
| TOTAL                  | 2855 | 2818   | 3049   | 8722  |

## Records
Avec 372 médailles, la Colombie détient, depuis les derniers Jeux disputés à domicile, le record du nombre de médailles, obtenues lors d'une seule édition. Elle bat le précédent qui datait de 2002, où le Brésil avait profité d'être l'hôte des Jeux, pour devenir la première nation à dépasser les 300 médailles, avec 333 récompenses.
Avec les 148 titres, remportés en 2002, les Brésiliens possèdent le record du nombre de médailles d'or, obtenues lors d'une seule édition.